# Élections générales irlandaises de 1943
L’élection générale irlandaise de 1943 s'est tenue le 23 juin 1943. 137 des 138 députés sont élus et siègent au Dáil Éireann.

## Mode de scrutin
Les élections générales irlandaises se tiennent suivant un scrutin proportionnel plurinominal avec scrutin à vote unique transférable. En effet, le Ceann Comhairle, qui préside le Dáil Éireann, est automatiquement réélu, conformément à l'article 16, alinéa 6, de la Constitution.

## Résultats

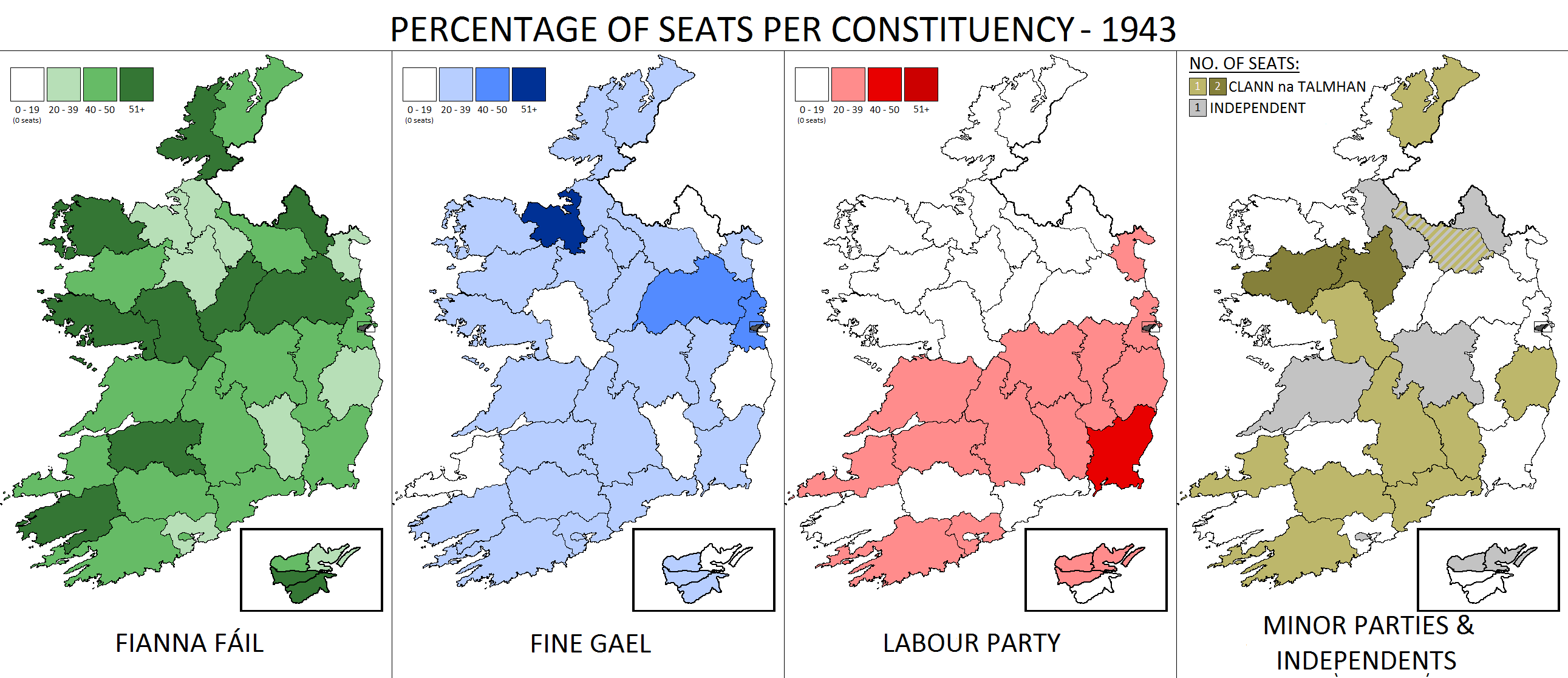
Résultats par circonscription

| Parti                                              | Parti                         | Leader               | Voix      | %      | +/-  | Sièges | +/-        | % du Dáil |
| -------------------------------------------------- | ----------------------------- | -------------------- | --------- | ------ | ---- | ------ | ---------- | --------- |
|                                                    | Fianna Fáil                   | Éamon de Valera      | 557 525   | 41,9 % | 10,0 | 67     | 10         | 48,6      |
|                                                    | Fine Gael                     | William T. Cosgrave  | 307 490   | 23,1 % | 10,2 | 32     | 13         | 23,2      |
|                                                    | Parti travailliste            | William Norton       | 208 812   | 15,7 % | 5,7  | 17     | 8          | 12,3      |
|                                                    | Clann na Talmhan              | Michael Donnellan    | 130 452   | 9,8 %  |      | 10     |            | 7,2       |
|                                                    | Parti de la réforme monétaire | Oliver J. Flanagan   | 4 377     | 0,3 %  |      | 1      |            | 0,7       |
|                                                    | Córas na Poblachta            | Simon Donnelly       | 3 892     | 0,3 %  |      | 0      |            | 0         |
|                                                    | Ailtirí na hAiséirghe         |                      | 3 137     | 0,2 %  |      | 0      |            | 0         |
|                                                    | Indépendants                  | Indépendants         | 116 024   | 8,7 %  | 4,0  | 11     | 4          | 8,0       |
| Votes blancs et nuls                               | Votes blancs et nuls          | Votes blancs et nuls | 16 198    |        |      |        |            |           |
| Total                                              | Total                         | Total                | 1 347 907 | 100 %  |      | 138    | stagnation | 100       |
| Participation                                      | Participation                 | Participation        | 1 816 142 | 74,2 % |      |        |            |           |
| Un gouvernement Fianna Fáil minoritaire est formé. |                               |                      |           |        |      |        |            |           |